# U.S. Route 1/9
U.S. Route 1/9 (US 1/9) es una autopista de 31,01 millas (49,91 km) de longitud es un ramal de la US 1 y la US 9 con cruces en el Municipio de Woodbridge, Condado de Middlesex, Nueva Jersey al norte de la Ciudad de Nueva York, Nueva York, Estados Unidos. La ruta tiene varios carriles, algunas construidos a los estándares de las autovías (freeway), que pasan en áreas urbanizadas de Nueva Jersey adyacentes a la Ciudad de Nueva York. En gran parte de su recorrido, en Nueva Jersey, la carretera pasa cerca del New Jersey Turnpike/Interestatal 95 (I-95). En Fort Lee, la US 1/9 se une con la I-95 y cruza el Río Hudson en el Puente George Washington, donde dos rutas federales se dividen cerca de Nueva York. La US 1/9 luego se interseca con varias carreteras principales, incluyendo a la I-278 en Linden, la Ruta 81 en Elizabeth, la I-78 y la US 22 en Newark, Ruta 139 en Jersey City, Ruta 3 y la Ruta 495 en North Bergen, y la US 46 en Palisades Park. Entre Newark y Jersey City, la US 1/9 pasa a lo largo del Pulaski Skyway. Los camiones en esta sección de la carretera deben de usar la US 1/9 Truck. La concurrencia entre la US 1 y la US 9 es comúnmente llamada como “1 and 9”. Some signage for the concurrency, as well as the truck route, combines the two roads into one shield, separated by a hyphen (1-9) or an ampersand (1&9).

## Rutas relacionadas
- U.S. Route 1/9 Truck
- Ruta de Nueva Jersey 139, anteriormente designada como la U.S. Route 1/9 Business